# G1 Jockey
G1 Jockey (ジーワンジョッキー) est une série de jeux vidéo de simulation de courses hippiques développée par Koei et publiée depuis 1999. Contrairement aux autres franchises de simulation équestre qui se concentrent sur la gestion d'écuries comme Derby Stallion ou Winning Post (également de Koei), G1 Jockey place le joueur dans la peau d'un jockey professionnel, offrant une expérience immersive axée sur la conduite de course et la carrière sportive du cavalier.
La série se distingue par son approche centrée sur l'aspect sportif et technique du métier de jockey, intégrant des mécaniques de pilotage détaillées, de gestion de l'effort du cheval, de positionnement tactique en course et de développement des compétences du cavalier. Les joueurs doivent maîtriser les subtilités de chaque monture, adapter leur style de course aux différentes pistes et circuits, et gravir les échelons de la hiérarchie hippique pour participer aux courses les plus prestigieuses du calendrier international.
Initialement développée pour les consoles PlayStation, la franchise G1 Jockey a connu plusieurs épisodes principalement commercialisés au Japon, avec des sorties occasionnelles en Asie et quelques tentatives d'exportation vers les marchés occidentaux. La série s'est forgée une réputation de simulation hippique exigeante et réaliste, s'adressant particulièrement aux passionnés de courses de chevaux et aux joueurs recherchant une expérience de jeu technique et authentique dans l'univers du turf.

## Contenu du jeu

### Objectif
Dans le mode histoire, le joueur monte un cheval de course et accumule des victoires, visant le prix du meilleur débutant la première année, puis le grand prix des jockeys par la suite. Dans G1 Jockey 4, des modes comme le mode d'élevage de poulains et des événements de classement de jockeys apparaissent. Le jeu n'a pas de conditions de fin définies, permettant de jouer indéfiniment.
Le mode essai comprend un mode scénario, un mode historique et un mode libre. Dans le mode scénario, plusieurs courses sont définies pour chaque scénario, et le joueur monte le cheval de course de son choix pour gagner des points et viser la première place. En remplissant certaines conditions, de nouveaux scénarios peuvent être débloqués. Le mode historique permet de monter dans les mêmes hippodromes et avec les mêmes numéros de stalles que des courses qui ont réellement eu lieu dans le passé. Le mode libre permet de courir dans des conditions choisies par le joueur.

### Générations de chevaux de course
Dans G1 Jockey 4, on peut monter des chevaux célèbres non seulement des courses centrales japonaises (ja) mais aussi des courses locales (ja) et internationales, de la génération de 1983, quand Symboli Rudolf avait 2 ans, jusqu'à la génération de 2004 avec Deep Impact, en passant par Oguri Cap (en) (génération de 1987), Narita Brian (génération de 1993), et Still in Love (en) (génération de 2002).
G1 Jockey 3 couvre les générations de 1984 à 2003.

### Lieux d'activité
On peut courir dans les courses centrales (comme l'hippodrome de Tokyo, parmi 10 sites), les courses locales (comme l'hippodrome d'Ōi (en), parmi 6 sites), et à l'étranger (comme l'hippodrome de Longchamp à Paris, parmi 16 sites). Dans G1 Jockey 2, bien que ce ne soit pas possible dans le mode histoire habituel, le mode scénario permet de participer à des courses d'obstacles. À partir de G1 Jockey 3, il est possible de participer à des courses d'obstacles même dans le mode histoire. Cependant, dans G1 Jockey 4, si le classement du jockey n'est pas au niveau « de première classe », il n'est pas possible de courir à l'étranger (pendant quelques années dans le calendrier du jeu). De plus, une école de courses hippiques est également incluse.
Le nom de l'organisation des courses n'est pas JRA (Japan Racing Association (en)) mais KRA pour « Koei Racing Association » (et non pas Korea Racing Authority (en)).

### Chevaux spéciaux
En remplissant certaines conditions, il est possible de monter des chevaux légendaires du passé. Par exemple, dans G1 Jockey 4, si l'on réalise « la conquête de toutes les courses locales importantes », on peut monter Haiseiko (en), le cheval idole originaire des courses locales. La variété des chevaux disponibles est très large, incluant des juments historiques de l'époque de la guerre comme Kurifuji (en), ainsi que des chevaux légendaires du monde entier comme Hyperion. Non seulement on peut les monter, mais on peut aussi les utiliser comme père (ou mère) dans le nouveau mode d'élevage de poulains.

### Chevaux extra
En plus des chevaux de course réels, on peut monter des chevaux comme Sekitoba, le Lièvre Rouge des Trois royaumes ; Tekiro (ja) (le seul cheval d'obstacles), qui rappelle Dianlu ; Kokuryuoh, qui rappelle Kurooh de Hokuto no Ken ; Narita Burarian de l'émission TV Sanma no Nandemo Derby ; Amour, un tigre de Sibérie ; Savannah, un zèbre ; Inbrillium, une créature imaginaire ; et une licorne, créature mythique, en remplissant certaines conditions.

## Mécaniques de course
La série G1 Jockey se distingue par son approche centrée sur le jockey, contrairement à d'autres séries de simulation hippique qui incluent des aspects d'élevage. Le gameplay met l'accent sur une stratégie subtile, notamment en tenant compte des caractéristiques individuelles de chaque cheval. Les joueurs doivent maîtriser plusieurs éléments cruciaux pendant les courses : comprendre le rythme du cheval, son potentiel, son endurance et ses préférences de course. Le système de jeu exige une attention particulière aux jauges circulaires situées dans le bas de l'écran, qui indiquent les besoins du cheval en temps réel. Le contrôle des chevaux s'effectue selon plusieurs mécaniques : accélération, direction, et utilisation du fouet.
Le système de jeu intègre des techniques avancées telles que l'aspiration (drafting), le weaving (navigation entre les autres chevaux pendant la course) et le blocage d'adversaires. Les joueurs doivent étudier le parcours, analyser les forces et faiblesses des concurrents, et gérer stratégiquement l'endurance de leur monture tout au long de la course.
L'entraînement constitue un élément central du gameplay, permettant d'améliorer les capacités de course des chevaux dans plusieurs domaines : vitesse, endurance et saut. Les joueurs peuvent également participer à des exercices de conditionnement physique pour renforcer les compétences de leur jockey, notamment l'équilibre, la technique de monte et la précision du timing.

## Liste des jeux
- G1 Jockey sur PlayStation (11 mars 1999)
  - G1 Jockey 2000 sur PlayStation (3 février 2000)
  - G1 Jockey Koei the best (ja) sur PlayStation (5 juillet 2001)
- G1 Jockey 2 sur PlayStation 2 (2 novembre 2000)
  - G1 Jockey 2 2001 sur PlayStation 2 (22 mars 2001)
  - G1 Jockey 2 Koei the best sur PlayStation 2 (7 novembre 2001)
  - G1 Jockey 2 Koei Tecmo Classic (ja)  sur PlayStation 2 (2 octobre 2003)
- G1 Jockey 3 (en) sur PlayStation 2 (21 décembre 2002) - premier jeu à sortir en Amérique du Nord[3]
  - G1 Jockey 3 2003 sur PlayStation 2 (30 octobre 2003)
  - G1 Jockey 3 Koei the best sur PlayStation 2 (5 août 2004)
  - G1 Jockey 3 2005 sur PlayStation 2 (24 février 2005)
  - G1 Jockey 3 Koei Tecmo Classic  sur PlayStation 2 (14 septembre 2006)
- G1 Jockey 4 (en) sur PlayStation 2 (22 décembre 2005)
  - G1 Jockey 4 2006 sur PlayStation 2 (14 septembre 2006)
  - G1 Jockey 4 2007 sur PlayStation 2 (1er novembre 2007) et PlayStation 3 (1er novembre 2007)
  - G1 Jockey 4 2008 sur PlayStation 2 et PlayStation 3 (18 septembre 2008)
- G1 Jockey Wii sur Wii (15 mars 2007) - compatible avec la Wii Balance Board
  - G1 Jockey Wii 2008 sur Wii (18 septembre 2008)
- Champion Jockey: G1 Jockey & Gallop Racer (en) sur PlayStation 3, Wii, Xbox 360, Nintendo Switch (22 septembre 2011) - Jeu développé après la fusion de Koei et Tecmo en 2009 pour former la société commune Koei Tecmo, crossover entre G1 Jockey de Koei et Gallop Racer de Tecmo.